# Hans-Peter Gies
Hans-Peter Gies (ur. 9 maja 1947 w Berlinie) – wschodnioniemiecki lekkoatleta, kulomiot.

## Kariera sportowa
Dwukrotnie wystąpił na igrzyskach olimpijskich (Monachium 1972 – 4. miejsce i Montreal 1976 – 5. miejsce). W 1969 w Atenach zdobył brązowy medal mistrzostw Europy. Trzykrotnie był mistrzem NRD na otwartym stadionie (1969, 1972, 1976) i jeden raz w hali (1967). 
Swój rekord życiowy (21,31 m) ustanowił 25 sierpnia 1972 w Poczdamie.